# Коричневый американский уж
Коричневый американский уж (лат. Nerodia taxispilota) — вид змей из семейства ужеобразных, обитающий в Северной Америке.
Общая длина колеблется от 80 до 150 см, рекордные особи достигают 1,8 м. Самки крупнее самцов. Стройнее и подвижнее, чем другие виды рода. Голова широкая у основания, чётко очерченная. Чешуя спины килеватая. На коричневатом фоне спины заметен характерный тёмный рисунок из квадратных пятен, расположенных в шахматном порядке. Один ряд пятен располагается вдоль позвоночника, два других — по бокам. С возрастом многие особи темнеют, рисунок становится неразборчивым. Брюхо жёлтого или светло-коричневого цвета с чёткими круглыми или полулунными коричневыми или чёрными пятнами.
Любит берега рек, озёр. Прекрасно плавает, хорошо лазает, может подниматься на деревья на высоту до 6 м. Увидев человека, змея спешит спрятаться, а при охоте она демонстрирует себя энергичным ловким охотником. Питается земноводными, рыбой и грызунами.
Яйцеживородящая змея. Спаривание происходит весной. Самка в августе рождает 14—40 детёнышей.
Обитает на юго-востоке США (штаты Флорида, Алабама, Джорджия, Вирджиния, Южная и Северная Каролина).